# Comté de Hardin (Tennessee)
Pour les articles homonymes, voir Comté de Hardin.
Le comté de Hardin est un comté de l'État du Tennessee, aux États-Unis.